# Trelleborg–Świnoujście

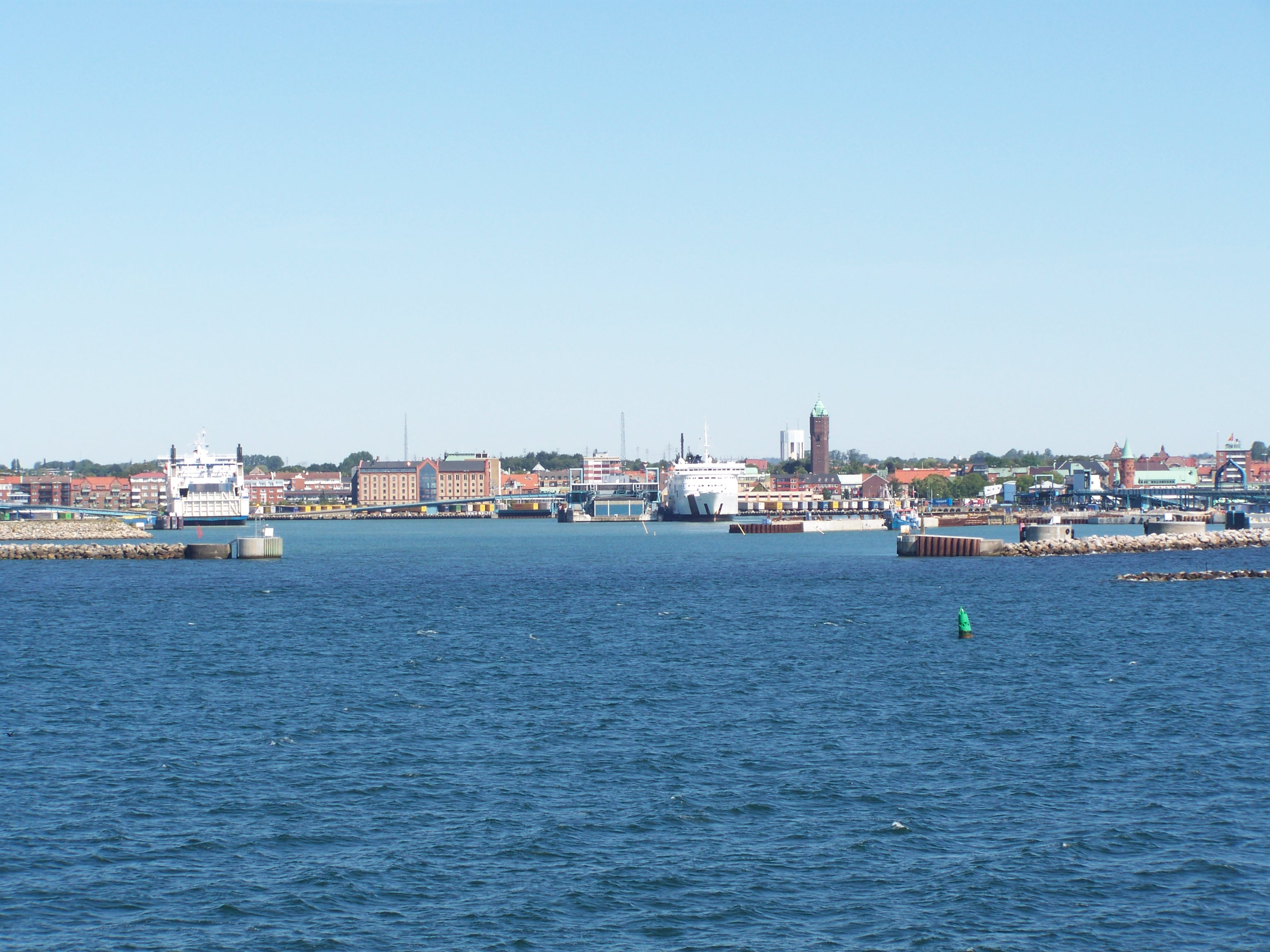
Trelleborgs hamn.

Trelleborg-Świnoujście är en färjelinje mellan Trelleborg i Sverige och Świnoujście i Polen. Linjen trafikeras av Unity Line med tre ro-ro fartyg som är kombinerade bil- och lastbilsfärjor. Det går tre turer per dygn under vardagarna och färre på helgerna. I januari 2014 startade även TT-Line trafik på rutten med ro/pax fartyget M/S Nils Dacke och 8 månader senare gör M/S Tom Sawyer en avstickare från sin normala trafik på Tyskland med en tur i veckan på rutten Trelleborg–Świnoujście.

## Historia
Den första färjetrafiken på linjen startade av Statens Järnvägar när trafiken efter andra världskriget flyttades till Polen under tiden Sassnitz i Östtyskland återbyggdes. Först till Gdynia och Gdańsk, sedan i februari 1948 till Oderlagunen numera i Świnoujście hamn. Trafiken flyttades åter till Sassnitz i mars 1948.
Polish Ocean Lines trafikerade linjen mellan den 14 maj 1950 och den 21 december 1953 med en tågfärja Kopernik för det polska järnvägsföretaget PKP.
Polferries chartrade M/S Gute och trafikerade linjen mellan den 2 oktober och 29 november 2000. Chartern upphörde när Polferries hade problem att betala.
Unity Line öppnade en färjelinje den 5 februari 2007 med två fartyg. Fartygen var större än vad som kunde anlöpa Ystads hamn som redan hade en Unity Line färjelinje till Świnoujście.

## Hamnar
Hamnen i Trelleborg vid Östersjön ligger nära stadens centrum. Det går lätt att komma ut på E6 och E22 norrut mot Malmö. Det finns kollektivtrafik från Skånetrafiken med buss. Järnvägstrafiken från tågfärjan ansluter till Kontinentalbanan.
I Świnoujście ligger hamnen på östra sidan av Świna, ett av utloppen till Östersjön från floden Oder. För att komma till centrala Świnoujście, som ligger på västra sidan av floden behöver man åka en lokal färja. Det behövs inte om man ska färdas söderut på europaväg E65 eller österut i Polen.

## Framtid
Green Cargo och PKP var 2001 överens om att försöka flytta järnvägstrafiken från färjelinjen Ystad-Świnoujście till Trelleborg-Świnoujście men det finns ingen tidplan.